# Enrique Pieretto
Enrique Pieretto (n. el 15 de diciembre de 1994 en Córdoba Capital, Argentina) es un jugador argentino de rugby que juega en la posición de pilar y es integrante del club inglés Exeter Chiefs (Premiership rugby). Integró la selección argentina juvenil M20 que disputó Campeonato Mundial de Rugby Juvenil 2014.

## Carrera
Enrique Pieretto se formó en las divisiones infantiles y juveniles del club Córdoba Athletic Club de la Unión Cordobesa de Rugby. 
En 2013 fue convocado por la Unión Argentina de Rugby (UAR) para integrar la selección juvenil M19. En 2014 integró la selección juvenil M20 Los Pumitas que disputó el Campeonato Mundial de Rugby Juvenil 2014.
En 2016 fue contratado por la Unión Argentina de Rugby para integrar la franquicia de Jaguares en el torneo de Super Rugby.
En 2019 luego de disputar la World Championship Rugby, fue convocado a participar de la gira a realizar por los Barbarians con quiénes solo pudo disputar un encuentro ante Fiji. Ello así por ser contratado por el Exeter Chief para formar parte del equipo principal tras haberse lesionado Tomas Francis y Greg Holmes.

## Palmarés y distinciones notables
- Seleccionado Argentino de Rugby - Pumas- Participó de la Word Cup Rubgy 2019 disputada en Japón
- Jaguares
- Seleccionado para jugar con los Barbarians
- Exeter Chief de Inglaterra